# Liste von Beispielen für Serendipität bei Erfindungen und Entdeckungen
Es gibt einige bekannte bzw. bedeutende Beispiele für Serendipität bei Erfindungen und Entdeckungen, die verschiedene Formen bzw. Muster repräsentieren. Glückliche Zufälle wurden erkannt und bis zu den genannten Erfindungen und Entdeckungen weitergeführt, von der gleichen Person oder erst von anderen.
| Was                                                     | Umstände | Bild |
| ------------------------------------------------------- | --- | ---- |
| um 7000 v. Chr.? Käse                                   | Er entstand möglicherweise aus der nomadischen Praxis, Milch in Lederschläuchen aus Ziegenmägen oder von Kamelen zu lagern, wodurch Lab aus dem Magen mit der darin gelagerten Milch vermischt wurde und Käse entstand. |      |
| um 3500 v. Chr.? Rad                                    | Das Rad gilt als eine der wichtigsten Erfindungen der Menschheit. Hunderttausende von Jahren hat der Mensch ohne Rad gelebt, vermutlich auch, weil es kein Vorbild in der Natur gibt. Für eine an mehreren Orten zur gleichen Zeit erfolgte Erfindung spricht, dass es um 3500 v. Chr. schon viele Technologien gibt, die man kombinieren kann. Die frühesten Formen der Töpferscheibe lassen sich auf ein Alter von mindestens 6000 Jahren datieren. |      |
| um 250 v. Chr. Archimedisches Prinzip                   | Nach Vitruv sollte Archimedes den Goldgehalt einer Krone prüfen, ohne sie zu beschädigen. Der König verdächtigte den Goldschmied, ihn betrogen zu haben. Archimedes soll der Legende nach das Archimedische Prinzip beim Baden entdeckt haben. Aus der randvollen Wanne sei jene Wassermenge ausgelaufen, die er beim Hineinsteigen mit seinem Körpervolumen verdrängte. Er soll mit dem Ausruf „Heureka!“ (altgriechisch: ηὕρηκα /ˈhɛːǔ̯rɛːka/, „Ich hab’s gefunden!“) nackt auf die Straße gelaufen sein. Die Krone verdrängte mehr Wasser als der gleichschwere Goldbarren. Das höhere Volumen der Krone und damit das kleinere spezifische Gewicht zeigte, dass sie nicht ganz aus Gold gefertigt war. |      |
| 1450 Buchdruck                                          | Johannes Gutenberg suchte seit mindestens 1448 einer Lösung, wie man auf Pergament oder Papier die beweglichen Zeichen, die er bereits erfunden hatte, drucken kann. Eines Tages, um 1450, während der Weinlese, gab ihm der Anblick einer Weinpresse die Idee der Druckpresse. |      |
| 1492 Entdeckung Amerikas                                | Christoph Kolumbus suchte einen Seeweg nach Indien, stieß aber auf Amerika. Kolumbus war sein Leben lang davon ausgegangen, einen Weg zum asiatischen Festland gefunden zu haben. Kolumbus hatte sich verrechnet, für den Seeweg nach Indien veranschlagte er 4500 km statt 20.000 km. Er hielt die Bahamas und die Antillen für Inselgruppen vor China. Er hat bis zu seinem Tode geglaubt, sein Ziel erreicht zu haben. Den Seeweg nach Asien fand Vasco da Gama 1498 auf einer Südroute um Afrika herum. Was Kolumbus entdeckt hatte, ordnete Amerigo Vespucci erst richtig ein, 1507 wurde der Kontinent Amerika nach ihm benannt. |      |
| um 1650 Champagner                                      | Bis dahin wollte man Wein ohne Bläschen erzeugen – wenn er dennoch welche hatte, war dies ein Makel. Außerdem platzten bei steigenden Temperaturen im Frühjahr die Flaschen und die Kunden fühlten sich betrogen. Besonders bei Schiffstransporten nach England setzte dieser Gärprozess ein. Dort entdeckte man aber, dass wenn die Flasche die Gärung überstanden hatte, das säurehaltige Getränk frisch und angenehm prickelnd schmeckte und es wurde chic, schäumenden Wein zu trinken. Die Winzer der Champagne erfuhren dies und dachten darüber nach, wie man die 2. Gärung gezielt herbeiführen und kontrollieren konnte, ohne dass die Flaschen platzen. Der Mönch Dom Perignon erfand die dickwandigeren Flaschen und die verschnürbaren Korken. Veuve Clicquot (Witwe Clicquot) aus Reims entwickelte 1806 dann die Méthode Classique, wo der Champagner nicht mehr trübe und frei von Hefe war. |      |
| 1669 Phosphor                                           | Hennig Brand, ein deutscher Apotheker und Alchemist, entdeckt es zufällig, als er – auf der Suche nach dem „Stein der Weisen“ – Urin bis zur Trocknung eindampfte. Der trockene Urin-Rückstand, enthält auch Phosphate die unter Luftabschluss – also in Abwesenheit eines Oxidationsmittels – glühten. Durch Reduktion der Phosphate mit den im Urin ebenfalls enthaltenen organischen Verbindungen als Reduktionsmittel entstand weißer Phosphor, der im Dunkeln aufgrund seiner Chemilumineszenz leuchtete. |      |
| 1781 Entdeckung des Planeten Uranus                     | William Herschel suchte eigentlich nach Kometen. Erst als er die elliptische Umlaufbahn bemerkte, erkannte er, dass es sich um einen Planeten handelte. |      |
| 1789 Bioelektrizität Galvanismus                        | Der italienische Mediziner Luigi Galvani entdeckte die „tierische Elektrizität“, wie er nannte. Frau Galvani war krank und sollte zur Stärkung ein Brühe aus Froschkeulen trinken. Galvani bereitete die Froschschenkel in seinem Arbeitszimmer zu. Die Nerven, die mit dem kurzen Stück Rückgrat noch verbunden waren, legte er dabei bloß, er war Professor der Anatomie. Die Assistenten erzeugten am anderen Ende des Tisches mit einer Elektrisiermaschine lange Funken. Plötzlich ein Schrei: „Da, der Frosch lebt ja!“ Galvani hatte die Schenkelnerven eines Frosches mit einem Messer berührt und dabei die Klinge angefasst – er war unbeabsichtigt mit den Nerven elektrisch verbunden. Der Zufall wollte es, dass zur selben Zeit ein Mitarbeiter die Elektrisiermaschine auf demselben Tisch drehte und einen langen Funken erzeugte. Im selben Augenblick „zogen sich alle Muskeln an den Gelenken des Frosches wiederholt derartig zusammen, als wären sie von heftigen Krämpfen befallen“, schreibt Galvani im Jahre darauf. Galvani sah das Unbekannte; nach dem „Sich-Wundern“ begann der Forscher mit dem systematischen Beobachten und Experimentieren. Zwei verschiedene Metalle mussten Nerv und Fuss (oder Schenkelmuskel) berühren, um Zuckungen hervorzurufen. Dabei war die Stärke der Bewegung abhängig von der Art der Metalle. |      |
| 1839 Vulkanisations- verfahren                          | Charles Goodyear wollte dem Kautschuk die Elastizität nehmen, die ihn für viele Anwendungen ungeeignet macht. Der verwendete Kautschuk war zu weich und wurde bei Hitze klebrig, bei Kälte brüchig. Er war Autodidakt in Sachen Chemie. Er fügte dem Kautschuk verschiedene Materialien und Chemikalien zu, lange ohne Erfolg. Versehentlich ließ er ein schwefelbeschichtetes Stück auf einen Ofen fallen. Er warf zunächst das erhaltene Gummi weg. Dies änderte sich, nachdem er verstanden hatte, dass er gefunden hat, was er gesucht hat und ließ das Verfahren 1839 patentieren. |      |
| 1856 synthetischer Farbstoff Mauvein                    | Der Chemiker William Henry Perkin entdeckte ihn, als er versuchte, Chinin, ein Malariamittel, zu synthetisieren. |      |
| 1860 Linoleum                                           | Zahlreichen Quellen zufolge entdeckte Frederick Walton das Linoleum durch einen Zufall. Bei Arbeiten zur Entwicklung schnelltrocknender Farben sah er auf einer Dose mit Farbe auf Leinölbasis eine feste gummiartige Schicht oxidierten Leinöls. 1860 ließ er einen Prozess zur Herstellung des Linoxins patentieren, bei dem Leinöl der Luft ausgesetzt wurde und sich durch Oxidation verdichtete. Walton versuchte, das von ihm neu entwickelte Linoxin auf Gewebebahnen aufzutragen und so einen Ersatz für Kautschuk zu bekommen. 1863 stellte er sein erstes Stück Linoleum her und ließ das Verfahren im Jahr darauf patentieren. |      |
| 1864 elektromagnetische Lichttheorie                    | James Clerk Maxwell, schottischer Mathematiker und Physiker, erforschte schwingende elektrische und magnetische Felder für eine elektromagnetische Theorie. Er stellte fest, dass die Geschwindigkeit so nahe an der des Lichtes sei, dass er Grund zu dem Schluss hat, dass das Licht selbst (einschließlich der Wärmestrahlung sowie möglicher anderer Strahlung) eine elektromagnetische Störung ist, die sich entsprechend der elektromagnetischen Gesetze in Form von Wellen im elektromagnetischen Feld fortpflanzt. Maxwells Absicht, bei der Entwicklung seiner elektromagnetischen Theorie, war nicht, das Licht zu erklären. Die Wellentheorie wurde später durch Heinrich Hertz bestätigt. |      |
| 1866 Dynamit 1876 Sprenggelatine                        | Bei einem Transport von Nitroglycerin wurde eines der Transportgefäße undicht und reines Nitroglycerin tropfte auf die mit Kieselgur ausgepolsterte Ladefläche. Die entstandene breiige Masse erregte die Aufmerksamkeit der Arbeiter, so dass sie dies an Alfred Nobel meldeten. Ihm gelang hierdurch die ersehnte Herstellung eines handhabungssichereren Detonationssprengstoffes. Nobel selbst bestritt immer, es habe sich um eine Zufallsentdeckung gehandelt. Auch bei einer weiteren Entdeckung von Nobel spielte der Zufall eine Rolle: er hatte bisher das Nitroglycerin mit Kieselgur sicherer gemacht – wodurch es einen Teil der Sprengkraft einbüsste. 1876 verwendete er Kollodiumwolle (Schiessbaumwolle), was den Sprengstoff wirksamer, aber stabiler machte. |      |
| 1869 Entdeckung der DNA                                 | Der Schweizer Biochemiker Friedrich Miescher entdeckte in der Küche eines Schlosses Nuklein als wichtigen Baustein der Zelle (später umbenannt in Nukleinsäure und dann DNA). Miescher hatte es nicht darauf angelegt, Nukleinsäure zu finden. Er sollte Proteine zu erforschen, wobei er ganz zufällig jenes „Nuklein“ entdeckte. Ein Zufall weckte Mieschers Neugier und er stellte noch weitere Forschungen in diese Richtung an. |      |
| 1878 Saccharin                                          | Constantin Fahlberg stellte beim Abendessen fest, dass sein Brot eigenartig süß schmeckte. Er fand dann heraus, dass trotz Händewaschens noch eine Substanz an seinen Händen klebte. Er ging ins Labor, probierte mehrere Reagenzgläser und Schalen und identifizierte einen aromatischen Kohlenwasserstoff, der versehentlich angebrannt war. Fahlberg taufte dieses Benzoesäure-Sulfimid dann Saccharin (altgriechisch für Zucker). Zusammen mit seinem Cousin gründete er die Firma Fahlberg-List, die den Stoff tonnenweise herstellte. |      |
| um 1880 Fuchsʼsche Funktionen                           | Henri Poincaré wollte eigentlich zeigen, dass es keine Funktionen von der Art gibt, die er später Fuchs'sche Funktionen nannte. Lange fand er keine Lösung. Poincaré hatte eines Abends entgegen seiner Gewohnheiten Kaffee getrunken und konnte nicht einschlafen. Er erlebte, dass Ideen scharenweise aufstiegen, kollidierten und schließlich eine bestimmte Klasse von Fuchsʼschen Funktionen hervorbrachten. Einige Zeit später, als Poincaré für eine Exkursion in einen Pferdeomnibus einstieg, erkannte er plötzlich, dass die Transformationen, die er zuvor zur Definition der Fuchsʼschen Funktionen verwendet hatte, mit denen der nicht-euklidischen Geometrie identisch waren. Er fand eine Lösung, die im Gegensatz zu dem stand, was er ursprünglich beabsichtigte. |      |
| 1888 Moschusersatz                                      | Albert Baur war auf der Suche nach einem Herstellungsverfahren für TNT (Trinitrotoluol). Dabei fand er zufällig heraus, dass ein TNT-ähnliches Molekül einen moschusähnlichen Duft hatte. Moschusduft war vor allem für die Parfümherstellung wichtig und man musste die Moschushirsche zur Gewinnung von Moschus töten. Er ließ sich das Verfahren patentieren und fand später weitere Moschusduft-Ersatzstoffe. |      |
| 1889 Rolle der Bauchspeicheldrüse bei Diabetes mellitus | Josef von Mering und Oskar Minkowski versuchten tatsächlich, die Aufgabe des Organs zu identifizieren. Sie entfernten einem Hund die Bauchspeicheldrüse, um Folgeerscheinungen zu studieren. Es zeigten sich später die typischen Anzeichen eines Diabetes mellitus, und beide konnte die Zusammenhänge zwischen Zuckerkrankheit und Bauchspeicheldrüse herstellen. |      |
| 1890 Entdeckung des Benzolring                          | August Kekulé arbeitete lange erfolglos an einem der großen ungelösten Rätsel der Chemie. Doch der Aufbau des Benzol-Moleküls erschien ihm erst im Traum. Erhard Meyer-Galow beschreibt das genauer und stellt auch einen Zusammenhang mit Intuition her. Kekulé habe es so beschrieben: „Ich drehte den Stuhl und versank in Halbschlaf. Wieder gaukelten die Atome vor meinen Augen. Lange Reihen … schlangenartig sich windend und drehend. Und siehe, was war das? Eine der Schlangen erfasste den eigenen Schwanz und höhnisch wirbelte das Gebilde vor meinen Augen.“ Jede Idee aber, die uns als Glücksfund trifft, habe als Vorläufer die Intuition und unsere Öffnung für die Intuition. |      |
| 1895 Entdeckung der Röntgenstrahlung                    | Wilhelm Conrad Röntgen entdeckte die Strahlung, als er fluoreszenzfähige Gegenstände nahe der Röhre während des Betriebs der Kathodenstrahlröhre beobachtete, die trotz einer Abdeckung der Röhre (mit schwarzer Pappe) hell zu leuchten begannen. Er hat die Bedeutung früh erkannt und diese als Erster wissenschaftlich untersucht. |      |
| 1903 die bedingten Reflexe                              | I.P. Pawlow forschte an Hunden über den Speichelfluss dieser Tiere. Er entdeckte durch diesen Zufall die Zusammenhänge des Klassischen Konditionierens. Bei diesen Studien stellte Pawlow fest, dass die Speichelsekretion eines Hundes nicht erst mit dem Fressvorgang beginnt, sondern bereits beim Anblick der Nahrung. Auch andere Reize können die Sekretion von Speichel und anderen Verdauungssäften auslösen, wenn sie regelmäßig der Fütterung vorausgehen. |      |
| 1903 Sicherheitsglas                                    | Édouard Bénédictus ließ versehentlich einen Kolben fallen. Er zersplitterte, aber der Kolben blieb fast in seiner ursprünglichen Form. Er stellte fest, dass sich auf der Innenseite ein Film befand, an dem die zerbrochenen Glasscherben haften geblieben waren. Er erkannte, dass dieser Film von der Verdunstung einer Kollodiumlösung (Zellulosenitrat, hergestellt aus Baumwolle und Salpetersäure) im Kolben stammte. Nach diesem Vorfall erfuhr Benedictus von Autounfällen mit schweren Folgen durch umherfliegendes Glas. Für dieses Problem hatte er eine Lösung parat, und sein nicht zersplitternder Kolben wurde zu Sicherheitsglas, worauf er 1909 ein Patent erhielt. |      |
| 1904 oder 1908 Teebeutel                                | Thomas Sullivan hat den Vorläufer des heutigen Teebeutels entwickelt, um Gewicht beim Versand von Teeproben zu sparen. Um keine Blechdosen zu verwenden, füllte er den Tee in kleine, platzsparende Seidenbeutel und verschickte sie an Kunden. Diese nutzten die Beutel, indem sie sie ganz in das Wasser eintauchten, in dem Glauben, dass dies so von Sullivan vorgesehen sei. |      |
| 1905 Eis am Stiel                                       | Dies wurde durch Frank Epperson in den USA erfunden, als er ein Glas Limonade mit Löffel versehentlich im Freien stehen ließ – die Limonade gefror über Nacht zu Wassereis. Erst 1923 ließ er es patentieren. |      |
| 1908 Cellophan                                          | Der Schweizer Chemieingenieur Jacques Edwin Brandenberger suchte eigentlich einen Weg, Textilgewebe mit Hilfe von Viskose zu imprägnieren. Dabei fand er das Cellophan. |      |
| 1911 Entdeckung der Olduvai-Schlucht                    | Sie liegt in Afrika und gilt als eine Wiege der Menschheit. Der deutsche Entomologe Wilhelm Kattwinkel entdeckte sie, als er versuchte, einen Schmetterling zu fangen. Kattwinkel erhob sich von einem verheerenden Sturz in eine Klippe und erkannte schnell die Bedeutung der Schlucht. |      |
| 1916: Czochralski-Verfahren zur Kristallzüchtung        | Jan Czochralski tauchte seine Schreibfeder versehentlich in einen Schmelztiegel mit flüssigem Zinn anstatt in das Tintenfass. Er bemerkte einen langen dünnen Faden an der Spitze der Schreibfeder. Durch Ätzen mit Säure stellte er fest, dass es der erste nach diesem Verfahren gezogene Einkristall war. Für die Mikroelektronik wurden um die Jahrtausendwende 95 % der Weltproduktion an Siliciumkristallen nach dieser Methode hergestellt. |      |
| 1928 Entdeckung des Penicillins                         | Alexander Fleming hatte vor den Sommerferien eine Agarplatte mit Staphylokokken beimpft und dann beiseite gestellt. Bei seiner Rückkehr entdeckte er, dass auf dem Nährboden ein Schimmelpilz (Penicillium notatum) wuchs und sich in der Nachbarschaft des Pilzes die Bakterien nicht vermehrt hatten. Er erforschte dies weiter – kam allerdings selbst nicht auf die Idee, das als Medikament einzusetzen. Anstatt die Schale in den Müll zu werfen, war er neugierig und zeigte die Schale den Kollegen und untersuchte es weiter. Aus diesem „Unfall“ entwickelte sich eine lebensverändernde Medizin. Christian Busch demonstriert an dem Beispiel, dass das kein reiner Glücksfall war. Fleming traf die wichtige Entscheidung, eine assoziative Verbindung herzustellen. Die Wirkung von Schimmelpilzen auf Keime sei schon Jahrzehnte vorher beobachtet worden, ohne die nötige Aufmerksamkeit zu finden. |      |
| 1935: Nylon                                             | Der Chemiker Wallace Hume Carothers sollte Kunststoffe für den Alltagsgebrauch entwickeln. Er tüftelte lieber an Formeln, experimentierte und erkundete Grundlagen, praktische Anwendungen interessierten ihn weniger. Am 28. Februar 1935 fand er per Zufall ein Polymer, das sich in lange, geschmeidige Fäden ziehen ließ. Carothers soll den Ausruf an die bis dahin im Seidengeschäft führenden Japaner gerichtet haben: „Now, you lousy old nipponese“. Die Anfangsbuchstaben des Satzes ergeben den Begriff Nylon. |      |
| 1938 Teflon                                             | Als Roy Plunkett auf der Suche nach Kältemitteln für Kühlschränke mit Tetrafluorethylen experimentierte, entdeckte er in seinem Reaktionsgefäß „farblose Krümel“. Er verfolgte das weiter und erhielt 1941 das Patent für Teflon (Polytetrafluorethylen bzw. PTFE). Da es teuer war, wurde es als Korrosionsschutz bei der Uran-Anreicherung verwendet. 1954 kam Colette Grégoire (mit dem französischen Chemiker Marc Gregoire verheiratet) auf die Idee, Töpfe und Pfannen damit zu beschichten. |      |
| 1941 Silikon                                            | Richard Müller führte Experimente in der Radebeuler Chemischen Fabrik v. Heyden durch, dem späteren Arzneimittelwerk Dresden. Er habe schon im Jahr 1932 die Idee gehabt, einen künstlichen Nebel zu erfinden, um ganze Städte damit einzuhüllen, falls es jemals wieder einen Krieg geben würde. Heraus kam immer nur ein schneeweißes Gas. Nach jahrelangen Versuchen führte er die Untersuchungen in eine andere Richtung fort. Da habe er schließlich eine zähe weiße Masse – das Silikon entdeckt. Parallel zu ihm entwickelte der US-amerikanische Chemiker Eugene G. Rochow das gleiche Verfahren. Da beide unabhängig voneinander ihre Entwicklung durchführten, wird dieses Verfahren heute Müller-Rochow-Synthese genannt. Rochow ist ggf. auf anderem Wege dazu gekommen. |      |
| 1942 Sekundenkleber                                     | Harry Coover experimentierte mit den im Flugzeugbau verbreiteten durchsichtigen Acrylat-Kunststoffen und ersetzte eine Methylgruppe durch eine Cyanogruppe. Die extreme Klebrigkeit der Substanz, die bei der Verarbeitung störte, verhinderte zunächst ihren industriellen Einsatz. Coover arbeitete später bei der Firma Tennessee Eastman mit Fred Joyner zusammen und erinnerte sich 1951 wieder an seine alte Entdeckung. Joyner versuchte zunächst das Material für Düsenjet-Cockpits als hitzebeständige durchsichtige Beschichtung zu verwenden und verklebte aus Versehen zwei Linsen in einem teuren Laborgerät, das er so ruinierte. Coover erkannte daraufhin die Bedeutung als Sofortkleber. |      |
| 1943 LSD                                                | 1938 stellte Albert Hofmann in Basel erstmals Lysergsäurediethylamid (LSD) her. Sein Ziel war aber die Entwicklung eines Kreislaufstimulans. Nachdem diese Wirkung im Tierversuch nicht eintrat, archivierte er seine Forschungsergebnisse. Am 16. April 1943 begann er erneut, LSD-Wirkungen zu prüfen. Bei seinen Arbeiten bemerkte er an sich selbst eine halluzinogene Wirkung, die er zunächst nicht erklären konnte. Er wiederholte dieses Erlebnis am 19. April 1943 durch die Einnahme von 250 Mikrogramm. Es stellte sich heraus, dass diese Menge bereits dem Zehnfachen der normalerweise wirksamen Dosis entsprach. Dieses Datum gilt heute als Zeitpunkt der Entdeckung der psychoaktiven Eigenschaften des LSD. |      |
| 1943 Hüpfender Kitt                                     | Der Chemiker Earl Warrick suchte einen synthetischen Ersatz für Gummi, um die Knappheit von Naturkautschuk zu umgehen, was auch kriegswichtig war. Sein ursprüngliches Ziel erreichte er nicht – es entstand eine hüpfende Knetmasse auf Silikonbasis als Kinderspielzeug. Der Marketingexperte Peter Hodgson gab ihr den Namen (Silly Putty), packte sie in ein kleines Plastikei und verkaufte es als neues Spielzeug. |      |
| 1945 Mikrowellenherd                                    | Percy Spencer entdeckte, dass Nahrung per Mikrowellenstrahlung erwärmt werden kann, als er Magnetrone für Radaranlagen baute. Als er gerade an einem Radargerät arbeitete, verspürte er ein seltsames Gefühl und bemerkte, dass ein Schokoriegel in seiner Tasche zu schmelzen begann. Er war nicht der erste, der dieses Phänomen bemerkte, allerdings war er als Inhaber von 120 Patenten mit Entdeckungen und Experimenten vertraut und verstand, was geschehen war: Das Radar hatte die Schokolade durch die Mikrowellenstrahlung geschmolzen. Popcorn war das erste Nahrungsmittel, das gezielt auf diese Weise zubereitet wurde, das zweite ein Ei – es explodierte vor den Augen der Experimentierenden. |      |
| 1949 antimanische Wirkung von Lithium                   | John Cade, ein australischer Psychiater, glaubte dass manische Patienten hochkonzentrierte Harnsäure ausscheiden. Um seine Hypothese zu testen, injizierte Cade Versuchskaninchen ein Präparat, das er aus dem Urin von manischen und nichtmanischen Patienten herstellte. Weil es Löslichkeitsprobleme in den verwendeten Proben gab, wurde Lithiumurat zugesetzt. Unerwartet waren alle Versuchskaninchen während der Experimente ruhig und passiv, im Gegensatz zu ihrem normalerweise aufgeregten und unruhigen Verhalten. Er begann, Lithiumzitrat und/oder Lithiumkarbonat einigen seiner Patienten zu verabreichen, die an Manien, Schizophrenie oder Melancholie litten. Die Wirkung war so deutlich, dass Cade vermutete, Manien könnten durch einen Lithium-Mangel verursacht werden und ein Medikament auf dieses Basis wurde und wird noch heute eingesetzt. |      |
| 1955 Klettverschluss                                    | Georges de Mestral unternahm mit seinen Hunden oft Spaziergänge in der Natur. Früchte der Großen Klette kamen mit dem Fell der Hunde in Kontakt und blieben darin hängen. Er legte die Früchte unter sein Mikroskop und entdeckte, dass sie winzige elastische Häkchen tragen, die auch bei gewaltsamem Entfernen aus Haaren oder Kleidern nicht abbrechen. Mestral untersuchte deren Beschaffenheit und sah eine Möglichkeit, zwei Materialien auf einfache Art reversibel zu verbinden. Er entwickelte den textilen Klettverschluss und meldete die textiltechnische Umsetzung 1951 zum Patent an. |      |
| 1964 Kosmische Hintergrundstrahlung                     | Die Entdeckung erfolgte zufällig durch Arno Penzias und Robert Woodrow Wilson beim Test einer neuen empfindlichen Antenne, die für Experimente mit künstlichen Erdsatelliten gebaut worden war. In derselben Ausgabe des Astrophysical Journal, in der Penzias und Wilson ihre Ergebnisse veröffentlichten, interpretierten Robert Henry Dicke u. a. die Entdeckung bereits als kosmische Schwarzkörperstrahlung, in einer Arbeit, in der sie ihrerseits die Vorbereitung eines ähnlichen Experiments (bei anderen Wellenlängen) bekanntgaben, bei dem ihnen Penzias und Wilson zuvorgekommen waren. |      |
| 1968 Post-It Note                                       | Sie entstanden, nachdem der Spencer Silver einen Superklebstoff erfinden wollte, der allerdings leicht wieder abzulösen war. Mit dem Klebstoff wurden Boards bestrichen und Zettel einfach hingeklebt. 1974 erinnerten sich Art Fry und ein Kollege Silvers daran, trugen den Kleber auf Zettel auf und verhinderte so, dass seine Lesezeichen ständig aus den Notenblättern fielen. |      |
| 1983 Indigo-Pigment bakteriellen Ursprungs              | Dieses wurde zufällig in der Studie zur Charakterisierung des NAH7-Gens durch die Biochemiker Kwang-Mu Yen und Irwin C. Gunsalus entdeckt wurde. Vorher wurde es aus Naphthalin hergestellt, was hochgiftige Substanzen bei der Synthese erfordert. |      |
| 1987: Entwicklung der EMDR-Therapie                     | Ihre Entdeckerin Francine Shapiro hatte Krebs und wollte sich von dem Schmerz entlasten. Bei einem Spaziergang bemerkte sie, dass die Bewegung ihrer Augen es ihr ermöglichte, weniger negative Emotionen darüber zu spüren. Suche, Zufall, Scharfsinn, alle Elemente der Serendipität waren vereint. |      |
| Anfang der 1990er Jahre Viagra                          | Das Medikament wurde eigentlich für die Behandlung von Herzbeschwerden entwickelt, erwies sich dafür aber als wirkungslos. Einige Männer berichteten aber von mehreren Erektionen einige Tage nach Einnahme des Medikaments. Der zuständige Versuchsleiter sah in dieser Wirkung kein Potential. Die sexuelle Nebenwirkung des Wirkstoffs wurde trotzdem genauer betrachtet. Bei einer Studie an 300 Männern in England, Frankreich und Schweden berichteten 90 Prozent über Erektionen. Andere Nebenwirkungen wurden kaum beobachtet. Am 27. März 1998 erhielt Pfizer von der US-Gesundheitsbehörde die Genehmigung, Viagra zu verkaufen. |      |
| 1989 Ursprung des World Wide Web am CERN                | Tim Berners-Lee wollte eigentlich ein Projekt zum Austausch und zur Aktualisierung von Informationen zwischen Wissenschaftlern am CERN entwickeln (wo auf französischer und Schweizer Seite unterschiedliche Netzwerk-Infrastrukturen vorlagen). Es wurde die Idee eines Hyperlinks, die Sprache HTML, ein Browser zum Lesen der Dokumente und das HTTP-Protokoll entwickelt. Dass daraus später das Internet hervorgehen würde, war weder die Absicht noch das Ziel der damaligen Forschung. |      |
| Anfang der 1990er Jahre TUI (Tangible User Interface)   | In der Informatik hatte die bloße Änderung des Anfangsbuchstabens eines Akronyms von GUI (Graphical User Interface) zu TUI (Tangible User Interface) zu aus damaliger Sicht völlig unvorhersehbaren Folgen heute geführt. Die damaligen Eingabegeräte (Tastatur, Maus, Joystick) sollten als „GUI“ (graspable user interface) benannt werden, man ersetzte g(raspable) durch t(angible). TUI wird heute verwendet, um Mensch-Maschine-Schnittstellen zu bezeichnen, die es dem Benutzer ermöglichen, mit einem Computersystem zu interagieren, indem er greifbare Objekte manipuliert, also konkrete Dinge, die berührt werden können, anstatt abstrakte Entitäten wie Symbole mit der Maus zu verwenden. |      |
| 1992: Spiegelneuronen                                   | Der Neurowissenschaftler Giacomo Rizzolatti aß zufällig eine Banane vor einem Affen und beobachtete, dass die motorischen Neuronen des Makaken elektrische Impulse „abfeuerten“, obwohl das Tier keine Gesten ausführte. Es war aufgefallen, dass Neuronen sowohl dann reagierten, wenn bestimmte Hand-Objekt-Interaktionen selbst durchgeführt wurden, als auch, wenn sie bei einem anderen Tier – oder auch bei einem Menschen – nur beobachtet wurden. |      |
| 1994: Airbag Auslösesteuerung                           | Ein Sitzbelegungssensor für den Beifahrersitz kann Airbagauslösungen im Falle eines Autounfalls verhindern, der ein Kind in einer Babyschale ernsthaft verletzen könnte. Die Technologie wurde am MIT Medienlabor entwickelt: ein Stuhl für Musiker war so verdrahtet worden, um den sitzenden Körper über ein elektrisches Feld zu detektieren, was auch die Magier Penn und Teller für einen Zaubertrick benutzen. Phil Rittmueller, Vizepräsident für Automobiltechnologien bei NEC Technologies, sah dies und erkannte, dass die Technologie der Automobilindustrie helfen könnte, intelligente Airbags zu entwickeln. Motorola hat daraufhin den Chip so verkleinert, dass er in Autos verwendbar war. |      |
| 2003: Dinosaurier Serendipaceratops                     | Dieser wurde nach diesem Prinzip benannt, da seine Erstbeschreiber dies zunächst für das eines Theropoden gehalten haben, durch Zufall aber die Ähnlichkeit der Elle mit der von Leptoceratops fanden (von dem lediglich eine Elle gefunden wurde). Die Gattung ist nach diesem Zufall (Serendipity) sowie dem griechischen keratops (=„Horngesicht“) benannt. |      |
| 2021 Produktion von Proteinen                           | Der 2024 mit dem Nobelpreis ausgezeichnete Chemiker David Baker erhielt diesen für die Produktion von Proteinen, die Leistungen wurden als "fast unmöglich* angesehen. Er verwendete KI, die halluzinierten Proteine (eigentlich Fehler) ähnelten dem natürlichen Strukturen, waren mit diesen aber nicht identisch. Man habe die halluzinierten Proteine dann als Bauanleitung verwendet und fand so 10 Millionen neue, in der Natur nicht vorkommende Proteine. |      |